# Yüksel Pazarkaya

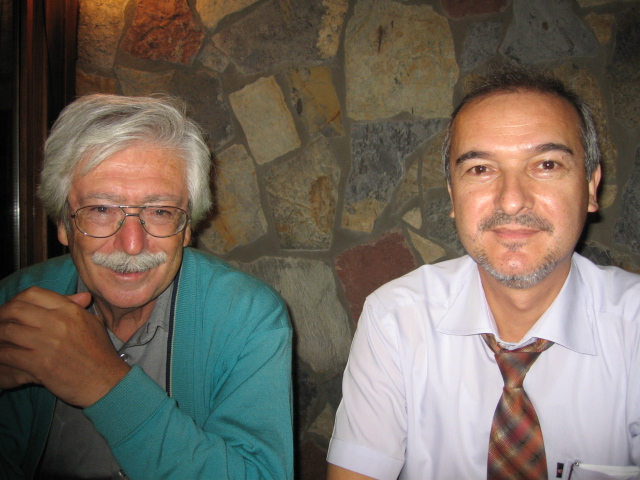
Yüksel Pazarkaya (links) und Ali Osman Öztürk

Yüksel Pazarkaya (* 24. Februar 1940 in Izmir, Türkei) ist ein deutscher Schriftsteller und Übersetzer.
Der in der Türkei geborene Pazarkaya ist deutscher Staatsbürger und Mitglied des deutschen und des türkischen PEN-Zentrums.

## Leben
Nach seiner Schulzeit in der Türkei siedelte er 1958 nach Deutschland über. Nach einem Diplom als Chemiker in Stuttgart begann er ein Studium der Germanistik und Philosophie und promovierte 1973 (Tag der Einreichung 18. Oktober 1972) in der Literaturwissenschaft an der Universität Stuttgart über Einakter im 18. Jahrhundert (bei Fritz Martini und Volker Klotz). Seitdem arbeitet er als Schriftsteller. Zuvor hatte er bereits ab 1961 als Erster überhaupt deutsch-türkische Theaterarbeit initiiert, zunächst in der von ihm mitbegründeten Stuttgarter Studiobühne, später durch die Gründung der ersten türkischen Amateurtheatergruppe in Deutschland. Ab 1986 war er als Rundfunkredakteur beim WDR in Köln beschäftigt.
Er übersetzte unter anderem Werke von Orhan Veli, Nâzım Hikmet und Aziz Nesin. In seinen eigenen Schriften setzt er sich auch, aber nicht ausschließlich, mit der Situation von Arbeitsmigranten und insbesondere der Diskriminierung auseinander. Zu seinem umfangreichen Schaffen gehören auch Gedichte, Prosa, Literatur für Kinder und eine Fernsehserie (Unsere Nachbarn, die Baltas, 1983). Schon 1979 war einer seiner Texte in Hans A. Guttners Kinodokumentarfilm Almanya Almanya - Germania Germania verwendet worden.
Im Jahr 2000 hatte er die Chamisso-Poetikdozentur an der Technischen Universität Dresden inne.
Der Literaturwissenschaftler arbeitet seit der 2. Auflage an Gero von Wilperts Lexikon der Weltliteratur mit. Seit 2005 ist Pazarkaya auch verlegerisch tätig.

## Preise und Auszeichnungen

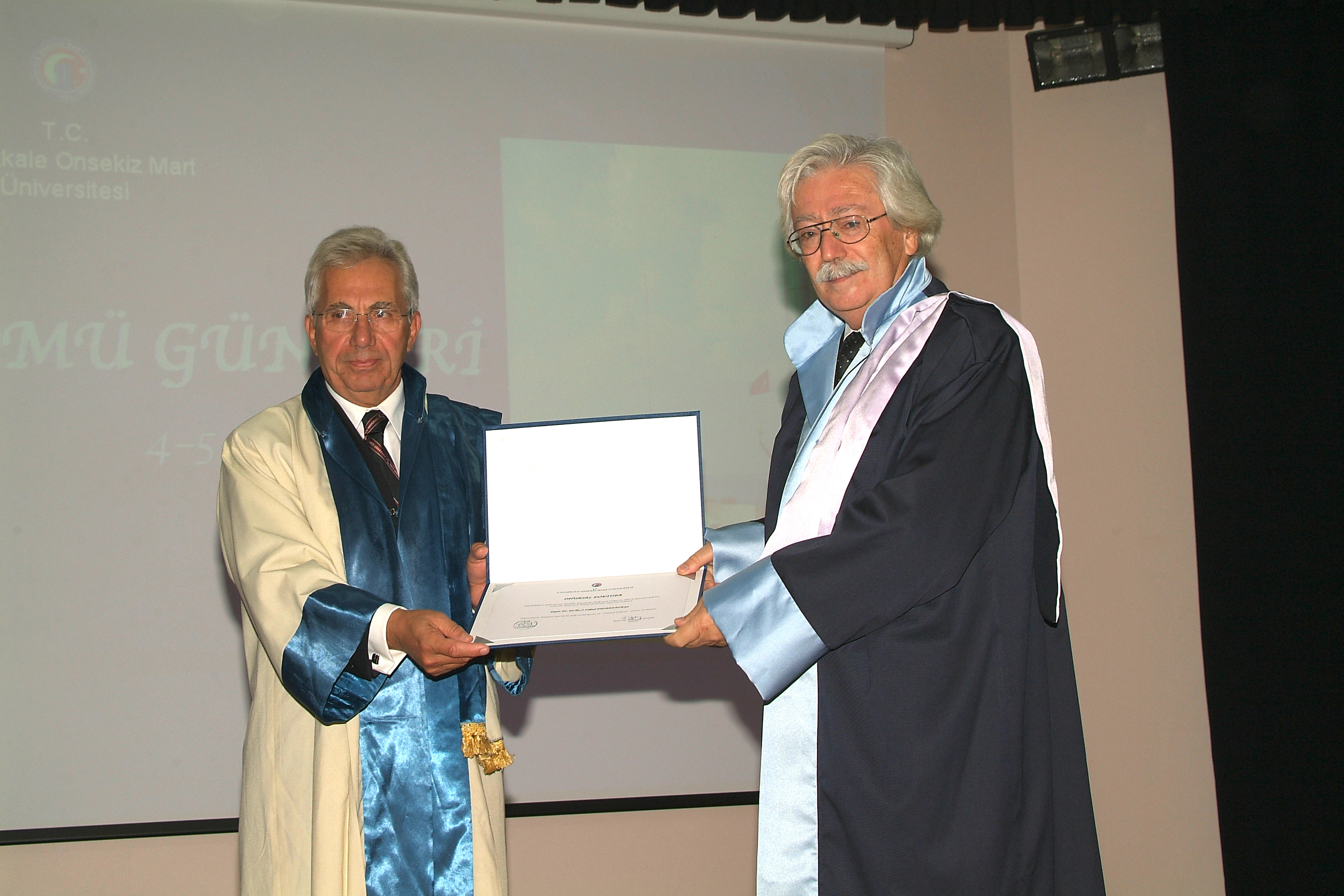
Pazarkaya (rechts) bei der Verleihung der Ehrendoktorwürde der Naturwissenschaftlich-Philosophischen Fakultät der Onsekiz Mart Universität in Çanakkale am 8. November 2006.

- 1986 Bundesverdienstkreuz am Bande (18. Dezember)[4]
- 1989 Adelbert-von-Chamisso-Preis
- 1991 Orhan-Asena-Preis
- 1993 Salihli-Preis (Salihli Belediyesi Oyun Ödülü)[5]
- 1994 Kinderbuchpreis des Bremer Senats
- 2001 Chamisso-Poetikdozentur der Technischen Universität Dresden
- 2005 Sonderauszeichnung bei der Vergabe des Haldun-Taner-Preises
- 2007 Yunus-Nadi-Preis[5]

## Theater
- 2010 40 yil- dile kolay oder 40 Jahre – leicht gesagt, Gallus-Theater, Frankfurt am Main, Regie: Ömer Simsek

## Werke
- Utku oder Der stärkste Mann der Welt. Zweisprachig, München und Wien 1974.
- Heimat in der Fremde? Drei Kurzgeschichten, Berlin 1979.
- Rosen im Frost. Einblicke in die türkische Kultur. Zürich, 1982.
- Ich möchte Freuden schreiben. Zwei Gedichtzyklen. Schifferhude, 1983.
- Spuren des Brots. Zur Lage der ausländischen Arbeiter, 1983, ISBN 3293000673.
- Die Wasser sind weiser als wir. Türkische Lyrik der Gegenwart. 1987, ISBN 3795109655.
- Der Babylonbus. Gedichte. Dağyeli, Frankfurt am Main, 1989.
- Ich und die Rose. 2002, ISBN 3434530991.
- Odyssee ohne Ankunft. 2004, ISBN 3933592585.
- Die Welt auf Gleisen. Geschichten von sechs Jahrzehnten. Mit einem Vorwort von Karin E. Yeşilada. Dağyeli, Berlin 2022, ISBN 9783935597630

Die meisten Werke von Yüksel Pazarkaya wurden von Mehmet Güler illustriert.